# Hasło (informacja naukowa)

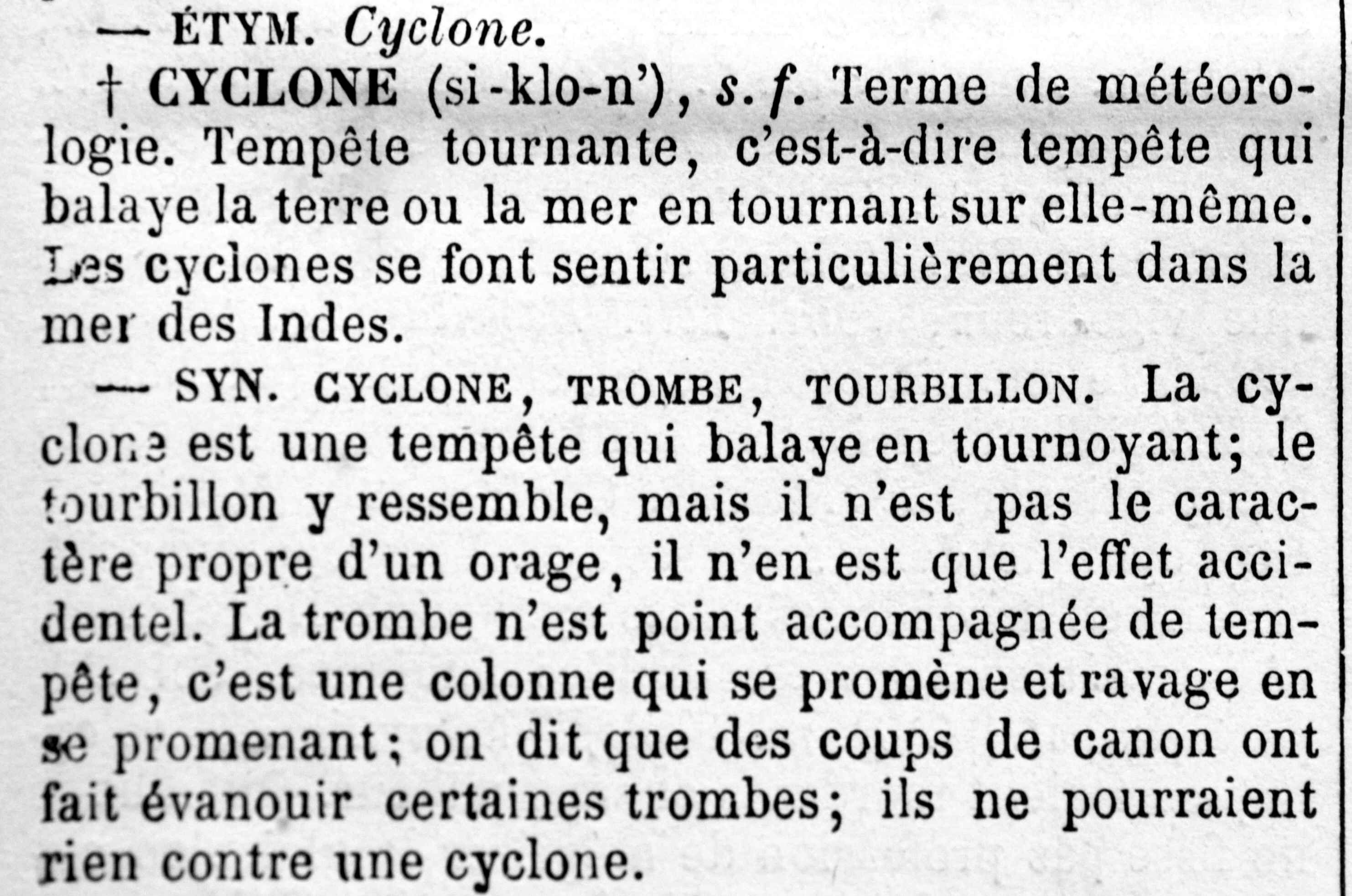
Hasło "cyklon" w Słowniku języka francuskiego (zw. Littré) z 1863

Hasło (wyraz hasłowy, forma hasłowa) – w dziedzinie informacji naukowej – wyraz (słowo) lub wyrazy (zwrot, wyrażenie, nazwa, termin), opisywane (objaśniane) w katalogu, słowniku, encyklopedii, lub innym zbiorze informacyjnym, stanowiące w nim odrębną pozycję (czyli ustanawiające odrębną jednostkę/element zbioru informacyjnego), wysunięte na czoło pozycji (opisu) i decydujące o jej zaszeregowaniu w danym zbiorze informacyjnym (katalogu, bibliografii, słowniku, encyklopedii), to znaczy pełniące funkcję porządkującą lub funkcję wyszukiwawczą w tym zbiorze informacyjnym.
Także, mniej ściśle, cała, odrębna jednostka/element zbioru informacyjnego (np. jednostka leksykograficzna), obejmująca zarówno wyrażenie objaśniane, jak i tekst (artykuł) je objaśniający (tekst hasła, tekst opracowania definiującego i ilustrującego dane wyrażenie, artykuł, będący opisem tego wyrażenia lub nazwanego przez nie pojęcia).

## Drugie znaczenie
Dla drugiego znaczenia stosowany jest ściślejszy (jednoznaczny) termin artykuł hasłowy:
- Podstawową jednostką USJP jest - podobnie jak w innych słownikach - artykuł hasłowy. Ta jednostka opisu leksykograficznego jest w tekście słownika wyodrębniona graficznie za pomocą tytułu (...). Tytułem jest hasło (forma hasłowa), będące jednostką systemu językowego, jednostką słownikową (...), która jest opisywana w artykule hasłowym[15].

- Szybkie odnalezienie potrzebnej informacji umożliwia charakterystyczna dla encyklopedii i słowników forma podawcza w postaci tzw. artykułów hasłowych, uszeregowanych zazwyczaj alfabetycznie. (...) Artykuły hasłowe w większości encyklopedii i słowników mają dwuczłonową budowę, tzn. składają się z hasła (wyrazu hasłowego, tytułu hasła), które pełni funkcję nie tylko tytułu artykułu, lecz przede wszystkim ułatwia odnalezienie go wśród wielu innych, oraz informacji dotyczących tego hasła, które stanowią treść artykułu[16][17].